# Andwaranaut
Andwaranaut (tłum. jako „Własność Andwariego Powodująca Nieszczęście” albo też „Dar Andwariego”) – w mitologii nordyckiej jedno z arcydzieł jubilerskiej sztuki karłów, złoty pierścień będący częścią olbrzymiego skarbu należącego niegdyś do Gusta, a później strzeżonego przez Andwariego. Skarb zabrał Loki, ale strażnik ukrył Andwaranaut. Gdy jednak został zmuszony do oddania także i pierścienia, całe złoto obciążył klątwą, której skutkiem była śmierć każdego właściciela. Na krótko w posiadanie Andwaranautu wszedł Odyn, ale gdy bogowie płacili okup za zabitego Otra, pokrywając jego wydrążoną skórę złotem, nie zdołali zasłonić jednego wąsa i Odyn – dla wypełnienia warunków okupu – musiał oddać pierścień.
Jego kolejnymi właścicielami byli:
- Hreidmar
- Fafnir
- Regin
- Sygurd
- Brunhilda (w późniejszej wersji)
- Gudrun, która owinęła Andwaranaut w wilczą sierść i jako ostrzeżenie przed niebezpieczeństwem (czekającym na dworze Atliego) wysłała braciom Gunnarowi i Högniemu.

Można sądzić, że Gunnar i Högni jako ostatni posiadacze Andwaranauta dołączyli go do reszty skarbów i zatopili w Renie przed swoją ostatnią wyprawą.